# Clasificación de AFC para la Copa Mundial de Fútbol de 2006
Para la Copa Mundial de Fútbol de 2006, realizada en Alemania, la AFC tuvo un total de 4 cupos directos y uno de repesca contra el cuarto seleccionado de la Concacaf.
De los 44 equipos de la AFC afiliados a la FIFA, 39 participaron en el proceso clasificatorio para la Copa Mundial. Camboya, Filipinas, Bután y Brunéi decidieron no participar, mientras que Birmania fue excluida.

## Primera ronda
Los 25 mejores equipos del continente se clasificaron directamente, mientras los 14 restantes se batirían en duelos eliminatorios de ida y vuelta.
Sin embargo, los equipos de Nepal y Guam renunciaron a participar, por lo que el séptimo clasificado se designó por un lucky loser, es decir, el mejor perdedor de las 6 eliminatorias.
| Fecha                   | Lugar      |              |                         | Resultado  |                         |              |
| ----------------------- | ---------- | ------------ | ----------------------- | ---------- | ----------------------- | ------------ |
| 19 de noviembre de 2003 | Asjabad    | Turkmenistán | Bandera de Turkmenistán | 11:0 (6:0) | Bandera de Afganistán   | Afganistán   |
| 23 de noviembre de 2003 | Kabul      | Afganistán   | Bandera de Afganistán   | 0:2 (0:0)  | Bandera de Turkmenistán | Turkmenistán |
| 23 de noviembre de 2003 | Taipéi     | China Taipéi | Bandera de China Taipéi | 3:0 (1:0)  | Bandera de Macao        | Macao        |
| 29 de noviembre de 2003 | Macao      | Macao        | Bandera de Macao        | 1:3 (0:1)  | Bandera de China Taipéi | China Taipéi |
| 26 de noviembre de 2003 | Dhaka      | Bangladés    | Bandera de Bangladés    | 0:2 (0:1)  | Bandera de Tayikistán   | Tayikistán   |
| 30 de noviembre de 2003 | Dusambé    | Tayikistán   | Bandera de Tayikistán   | 2:0 (1:0)  | Bandera de Bangladés    | Bangladés    |
| 29 de noviembre de 2003 | Ulán Bator | Mongolia     | Bandera de Mongolia     | 0:1 (0:1)  | Bandera de las Maldivas | Maldivas     |
| 3 de diciembre de 2003  | Malé       | Maldivas     | Bandera de las Maldivas | 12:0 (4:0) | Bandera de Mongolia     | Mongolia     |
| 29 de noviembre de 2003 | Karachi    | Pakistán     | Bandera de Pakistán     | 0:2 (0:1)  | Bandera de Kirguistán   | Kirguistán   |
| 3 de diciembre de 2003  | Biskek     | Kirguistán   | Bandera de Kirguistán   | 4:0 (2:0)  | Bandera de Pakistán     | Pakistán     |
| 29 de noviembre de 2003 | Vientián   | Laos         | Bandera de Laos         | 0:0        | Bandera de Sri Lanka    | Sri Lanka    |
| 3 de diciembre de 2003  | Colombo    | Sri Lanka    | Bandera de Sri Lanka    | 3:0 (1:0)  | Bandera de Laos         | Laos         |

China Taipéi, Kirguistán, Maldivas, Sri Lanka, Tayikistán y Turkmenistán se clasificaron para la segunda etapa. Laos se clasificó como lucky loser.

## Segunda ronda
Los 32 equipos participantes de esta etapa (los 25 clasificados directos más los 7 clasificados de la Primera Ronda) fueron divididos en 8 grupos de 4 equipos cada uno. Estos equipos se enfrentaron en un sistema de todos-contra-todos, en el cual se clasificó para la tercera ronda aquel que obtuviera el primer lugar.

### Grupo 1
| Equipo   | Pts | PJ | PG | PE | PP | GF | GC |
| -------- | --- | -- | -- | -- | -- | -- | -- |
| Irán     | 15  | 6  | 5  | 0  | 1  | 22 | 4  |
| Jordania | 12  | 6  | 4  | 0  | 2  | 10 | 6  |
| Catar    | 9   | 6  | 3  | 0  | 3  | 16 | 8  |
| Laos     | 0   | 6  | 0  | 0  | 6  | 3  | 33 |

| Fecha                   | Lugar    |          |  | Resultado |  |          |
| ----------------------- | -------- | -------- |  | --------- |  | -------- |
| 18 de febrero de 2004   | Amán     | Jordania |  | 5:0 (2:0) |  | Laos     |
| 18 de febrero de 2004   | Teherán  | Irán     |  | 3:1 (2:0) |  | Catar    |
| 31 de marzo de 2004     | Vientián | Laos     |  | 0:7 (0:4) |  | Irán     |
| 31 de marzo de 2004     | Amán     | Jordania |  | 1:0 (0:0) |  | Catar    |
| 9 de junio de 2004      | Teherán  | Irán     |  | 0:1 (0:0) |  | Jordania |
| 9 de junio de 2004      | Doha     | Catar    |  | 5:0 (2:0) |  | Laos     |
| 8 de septiembre de 2004 | Vientián | Laos     |  | 1:6 (0:2) |  | Catar    |
| 8 de septiembre de 2004 | Amán     | Jordania |  | 0:2 (0:2) |  | Irán     |
| 13 de octubre de 2004   | Vientián | Laos     |  | 2:3 (1:1) |  | Jordania |
| 13 de octubre de 2004   | Doha     | Catar    |  | 2:3 (1:1) |  | Irán     |
| 17 de noviembre de 2004 | Teherán  | Irán     |  | 7:0 (3:0) |  | Laos     |
| 17 de noviembre de 2004 | Doha     | Catar    |  | 2:0 (2:0) |  | Jordania |

### Grupo 2
| Equipo       | Pts | PJ | PG | PE | PP | GF | GC |
| ------------ | --- | -- | -- | -- | -- | -- | -- |
| Uzbekistán   | 16  | 6  | 5  | 1  | 0  | 16 | 3  |
| Irak         | 11  | 6  | 3  | 2  | 1  | 17 | 7  |
| Palestina    | 7   | 6  | 2  | 1  | 3  | 11 | 11 |
| China Taipéi | 0   | 6  | 0  | 0  | 6  | 3  | 26 |

| Fecha                   | Lugar           |              |  | Resultado |  |              |
| ----------------------- | --------------- | ------------ |  | --------- |  | ------------ |
| 18 de febrero de 2004   | Taskent         | Uzbekistán   |  | 1:1 (0:0) |  | Irak         |
| 18 de febrero de 2004   | Doha (Catar)    | Palestina    |  | 8:0 (4:0) |  | China Taipéi |
| 31 de marzo de 2004     | Taipéi          | China Taipéi |  | 0:1 (0:0) |  | Uzbekistán   |
| 31 de marzo de 2004     | Doha (Catar)    | Palestina    |  | 1:1 (0:1) |  | Irak         |
| 9 de junio de 2004      | Amán (Jordania) | Irak         |  | 6:1 (3:0) |  | China Taipéi |
| 9 de junio de 2004      | Taskent         | Uzbekistán   |  | 3:0 (2:0) |  | Palestina    |
| 8 de septiembre de 2004 | Taipéi          | China Taipéi |  | 1:4 (0:2) |  | Irak         |
| 8 de septiembre de 2004 | Rayyan (Catar)  | Palestina    |  | 0:3 (0:2) |  | Uzbekistán   |
| 13 de octubre de 2004   | Amán (Jordania) | Irak         |  | 1:2 (0:2) |  | Uzbekistán   |
| 13 de octubre de 2004   | Taipéi          | China Taipéi |  | 0:1 (0:0) |  | Palestina    |
| 17 de noviembre de 2004 | Doha (Catar)    | Irak         |  | 4:1 (0:0) |  | Palestina    |
| 17 de noviembre de 2004 | Taskent         | Uzbekistán   |  | 6:1 (5:0) |  | China Taipéi |

### Grupo 3
| Equipo   | Pts | PJ | PG | PE | PP | GF | GC |
| -------- | --- | -- | -- | -- | -- | -- | -- |
| Japón    | 18  | 6  | 6  | 0  | 0  | 16 | 1  |
| Omán     | 10  | 6  | 3  | 1  | 2  | 14 | 3  |
| India    | 4   | 6  | 1  | 1  | 4  | 2  | 18 |
| Singapur | 3   | 6  | 1  | 0  | 5  | 3  | 13 |

| Fecha                   | Lugar    |          |  | Resultado |  |          |
| ----------------------- | -------- | -------- |  | --------- |  | -------- |
| 18 de febrero de 2004   | Margao   | India    |  | 1:0 (0:0) |  | Singapur |
| 18 de febrero de 2004   | Saitama  | Japón    |  | 1:0 (0:0) |  | Omán     |
| 31 de marzo de 2004     | Cochín   | India    |  | 1:5 (1:2) |  | Omán     |
| 31 de marzo de 2004     | Singapur | Singapur |  | 1:2 (0:1) |  | Japón    |
| 9 de junio de 2004      | Saitama  | Japón    |  | 7:0 (3:0) |  | India    |
| 9 de junio de 2004      | Mascate  | Omán     |  | 7:0 (4:0) |  | Singapur |
| 8 de septiembre de 2004 | Calcuta  | India    |  | 0:4 (0:1) |  | Japón    |
| 8 de septiembre de 2004 | Singapur | Singapur |  | 0:2 (0:1) |  | Omán     |
| 13 de octubre de 2004   | Mascate  | Omán     |  | 0:1 (0:0) |  | Japón    |
| 13 de octubre de 2004   | Singapur | Singapur |  | 2:0 (0:0) |  | India    |
| 17 de noviembre de 2004 | Mascate  | Omán     |  | 0:0       |  | India    |
| 17 de noviembre de 2004 | Saitama  | Japón    |  | 1:0 (1:0) |  | Singapur |

### Grupo 4
| Equipo    | Pts | PJ | PG | PE | PP | GF | GC |
| --------- | --- | -- | -- | -- | -- | -- | -- |
| Kuwait    | 15  | 6  | 5  | 0  | 1  | 15 | 2  |
| China     | 15  | 6  | 5  | 0  | 1  | 14 | 1  |
| Hong Kong | 6   | 6  | 2  | 0  | 4  | 5  | 15 |
| Malasia   | 0   | 6  | 0  | 0  | 6  | 2  | 18 |

| Fecha                   | Lugar     |           |  | Resultado |  |           |
| ----------------------- | --------- | --------- |  | --------- |  | --------- |
| 18 de febrero de 2004   | Cantón    | China     |  | 1:0 (0:0) |  | Kuwait    |
| 18 de febrero de 2004   | Kuantan   | Malasia   |  | 1:3 (1:1) |  | Hong Kong |
| 31 de marzo de 2004     | Hong Kong | Hong Kong |  | 0:1 (0:0) |  | China     |
| 31 de marzo de 2004     | Kuantan   | Malasia   |  | 0:2 (0:0) |  | Kuwait    |
| 9 de junio de 2004      | Tianjin   | China     |  | 4:0 (1:0) |  | Malasia   |
| 9 de junio de 2004      | Kuwait    | Kuwait    |  | 4:0 (3:0) |  | Hong Kong |
| 8 de septiembre de 2004 | Hong Kong | Hong Kong |  | 0:2 (0:1) |  | Kuwait    |
| 8 de septiembre de 2004 | Penang    | Malasia   |  | 0:1 (0:0) |  | China     |
| 13 de octubre de 2004   | Kuwait    | Kuwait    |  | 1:0 (0:0) |  | China     |
| 13 de octubre de 2004   | Hong Kong | Hong Kong |  | 2:0 (1:0) |  | Malasia   |
| 17 de noviembre de 2004 | Kuwait    | Kuwait    |  | 6:1 (1:1) |  | Malasia   |
| 17 de noviembre de 2004 | Cantón    | China     |  | 7:0 (3:0) |  | Hong Kong |

### Grupo 5
| Equipo                 | Pts | PJ | PG | PE | PP | GF | GC |
| ---------------------- | --- | -- | -- | -- | -- | -- | -- |
| Corea del Norte        | 11  | 6  | 3  | 2  | 1  | 11 | 5  |
| Emiratos Árabes Unidos | 10  | 6  | 3  | 1  | 2  | 6  | 6  |
| Tailandia              | 7   | 6  | 2  | 1  | 3  | 9  | 10 |
| Yemen                  | 5   | 6  | 1  | 2  | 3  | 6  | 11 |

| Fecha                   | Lugar    |                        |  | Resultado |  |                        |
| ----------------------- | -------- | ---------------------- |  | --------- |  | ---------------------- |
| 18 de febrero de 2004   | Saná     | Yemen                  |  | 1:1 (0:0) |  | Corea del Norte        |
| 18 de febrero de 2004   | Al Ain   | Emiratos Árabes Unidos |  | 1:0 (1:0) |  | Tailandia              |
| 31 de marzo de 2004     | Saná     | Yemen                  |  | 0:3 (0:0) |  | Tailandia              |
| 31 de marzo de 2004     | Pionyang | Corea del Norte        |  | 0:0       |  | Emiratos Árabes Unidos |
| 9 de junio de 2004      | Bangkok  | Tailandia              |  | 1:4 (0:1) |  | Corea del Norte        |
| 9 de junio de 2004      | Al Ain   | Emiratos Árabes Unidos |  | 3:0 (2:0) |  | Yemen                  |
| 8 de septiembre de 2004 | Saná     | Yemen                  |  | 3:1 (1:1) |  | Emiratos Árabes Unidos |
| 8 de septiembre de 2004 | Pionyang | Corea del Norte        |  | 4:1 (0:0) |  | Tailandia              |
| 13 de octubre de 2004   | Pionyang | Corea del Norte        |  | 2:1 (1:0) |  | Yemen                  |
| 13 de octubre de 2004   | Bangkok  | Tailandia              |  | 3:0 (2:0) |  | Emiratos Árabes Unidos |
| 17 de noviembre de 2004 | Bangkok  | Tailandia              |  | 1:1 (0:0) |  | Yemen                  |
| 17 de noviembre de 2004 | Dubái    | Emiratos Árabes Unidos |  | 1:0 (0:0) |  | Corea del Norte        |

### Grupo 6
| Equipo     | Pts | PJ | PG | PE | PP | GF | GC |
| ---------- | --- | -- | -- | -- | -- | -- | -- |
| Baréin     | 14  | 6  | 4  | 2  | 0  | 15 | 4  |
| Siria      | 8   | 6  | 2  | 2  | 2  | 7  | 7  |
| Tayikistán | 7   | 6  | 2  | 1  | 3  | 5  | 9  |
| Kirguistán | 4   | 6  | 1  | 1  | 4  | 5  | 12 |

| Fecha                   | Lugar    |            |  | Resultado |  |            |
| ----------------------- | -------- | ---------- |  | --------- |  | ---------- |
| 18 de febrero de 2004   | Biskek   | Kirguistán |  | 1:2 (1:1) |  | Tayikistán |
| 18 de febrero de 2004   | Muharraq | Baréin     |  | 2:1 (0:0) |  | Siria      |
| 31 de marzo de 2004     | Biskek   | Kirguistán |  | 1:1 (0:0) |  | Siria      |
| 31 de marzo de 2004     | Dusambé  | Tayikistán |  | 0:0       |  | Baréin     |
| 9 de junio de 2004      | Muharraq | Baréin     |  | 5:0 (2:0) |  | Kirguistán |
| 9 de junio de 2004      | Homs     | Siria      |  | 2:1 (0:1) |  | Tayikistán |
| 8 de septiembre de 2004 | Dusambé  | Tayikistán |  | 0:1 (0:1) |  | Siria      |
| 8 de septiembre de 2004 | Biskek   | Kirguistán |  | 1:2 (0:1) |  | Baréin     |
| 13 de octubre de 2004   | Dusambé  | Tayikistán |  | 2:1 (2:0) |  | Kirguistán |
| 13 de octubre de 2004   | Damasco  | Siria      |  | 2:2 (2:1) |  | Baréin     |
| 17 de noviembre de 2004 | Damasco  | Siria      |  | 0:1 (0:0) |  | Kirguistán |
| 17 de noviembre de 2004 | Manama   | Baréin     |  | 4:0 (3:0) |  | Tayikistán |

### Grupo 7
| Equipo        | Pts | PJ | PG | PE | PP | GF | GC |
| ------------- | --- | -- | -- | -- | -- | -- | -- |
| Corea del Sur | 14  | 6  | 4  | 2  | 0  | 9  | 2  |
| Líbano        | 11  | 6  | 3  | 2  | 1  | 11 | 5  |
| Vietnam       | 4   | 6  | 1  | 1  | 4  | 5  | 9  |
| Maldivas      | 4   | 6  | 1  | 1  | 4  | 5  | 14 |

| Fecha                   | Lugar              |               |  | Resultado |  |               |
| ----------------------- | ------------------ | ------------- |  | --------- |  | ------------- |
| 18 de febrero de 2004   | Hanói              | Vietnam       |  | 4:0 (2:0) |  | Maldivas      |
| 18 de febrero de 2004   | Suwon              | Corea del Sur |  | 2:0 (1:0) |  | Líbano        |
| 31 de marzo de 2004     | Malé               | Maldivas      |  | 0:0       |  | Corea del Sur |
| 31 de marzo de 2004     | Nam Dinh           | Vietnam       |  | 0:2 (0:0) |  | Líbano        |
| 9 de junio de 2004      | Daejeon            | Corea del Sur |  | 2:0 (1:0) |  | Vietnam       |
| 9 de junio de 2004      | Beirut             | Líbano        |  | 3:0 (1:0) |  | Maldivas      |
| 8 de septiembre de 2004 | Malé               | Maldivas      |  | 2:5 (0:2) |  | Líbano        |
| 8 de septiembre de 2004 | Ciudad Ho Chi Minh | Vietnam       |  | 1:2 (0:0) |  | Corea del Sur |
| 13 de octubre de 2004   | Malé               | Maldivas      |  | 3:0 (1:0) |  | Vietnam       |
| 13 de octubre de 2004   | Beirut             | Líbano        |  | 1:1 (1:1) |  | Corea del Sur |
| 17 de noviembre de 2004 | Beirut             | Líbano        |  | 0:0       |  | Vietnam       |
| 17 de noviembre de 2004 | Seúl               | Corea del Sur |  | 2:0 (0:0) |  | Maldivas      |

### Grupo 8
| Equipo         | Pts | PJ | PG | PE | PP | GF | GC |
| -------------- | --- | -- | -- | -- | -- | -- | -- |
| Arabia Saudita | 18  | 6  | 6  | 0  | 0  | 14 | 1  |
| Turkmenistán   | 7   | 6  | 2  | 1  | 3  | 8  | 10 |
| Indonesia      | 7   | 6  | 2  | 1  | 3  | 8  | 12 |
| Sri Lanka      | 2   | 6  | 0  | 2  | 4  | 4  | 11 |

| Fecha                   | Lugar   |                |  | Resultado |  |                |
| ----------------------- | ------- | -------------- |  | --------- |  | -------------- |
| 18 de febrero de 2004   | Asjabad | Turkmenistán   |  | 2:0 (1:0) |  | Sri Lanka      |
| 18 de febrero de 2004   | Riad    | Arabia Saudita |  | 3:0 (3:0) |  | Indonesia      |
| 31 de marzo de 2004     | Colombo | Sri Lanka      |  | 0:1 (0:0) |  | Arabia Saudita |
| 31 de marzo de 2004     | Asjabad | Turkmenistán   |  | 3:1 (2:1) |  | Indonesia      |
| 9 de junio de 2004      | Yakarta | Indonesia      |  | 1:0 (1:0) |  | Sri Lanka      |
| 9 de junio de 2004      | Riad    | Arabia Saudita |  | 3:0 (3:0) |  | Turkmenistán   |
| 8 de septiembre de 2004 | Colombo | Sri Lanka      |  | 2:2 (0:1) |  | Indonesia      |
| 8 de septiembre de 2004 | Asjabad | Turkmenistán   |  | 0:1 (0:0) |  | Arabia Saudita |
| 13 de octubre de 2004   | Colombo | Sri Lanka      |  | 2:2 (0:1) |  | Turkmenistán   |
| 13 de octubre de 2004   | Yakarta | Indonesia      |  | 1:3 (0:2) |  | Arabia Saudita |
| 17 de noviembre de 2004 | Yakarta | Indonesia      |  | 3:1 (1:1) |  | Turkmenistán   |
| 17 de noviembre de 2004 | Dammam  | Arabia Saudita |  | 3:0 (2:0) |  | Sri Lanka      |

## Tercera ronda
Los ganadores de los 8 grupos fueron emparejados en dos grupos, donde se realizará una liguilla de todos-contra-todos. Los dos primeros de cada grupo se clasificaron para la Copa Mundial de Fútbol de 2006. Los equipos que obtuvieron el tercer lugar se enfrentarán para definir al representante de Asia ante el equipo que obtenga el cuarto puesto de las clasificatorias de la Concacaf.
En las tablas, los equipos en negrita se encuentran clasificados para la Copa Mundial de Fútbol; los que están en cursiva participan en la repesca.

### Grupo A
| Equipo         | Pts | PJ | PG | PE | PP | GF | GC |
| -------------- | --- | -- | -- | -- | -- | -- | -- |
| Arabia Saudita | 14  | 6  | 4  | 2  | 0  | 10 | 1  |
| Corea del Sur  | 10  | 6  | 3  | 1  | 2  | 9  | 5  |
| Uzbekistán     | 5   | 6  | 1  | 2  | 3  | 7  | 11 |
| Kuwait         | 4   | 6  | 1  | 1  | 4  | 4  | 13 |

| Fecha                | Lugar   |                |  | Resultado |  |                |
| -------------------- | ------- | -------------- |  | --------- |  | -------------- |
| 9 de febrero de 2005 | Seúl    | Corea del Sur  |  | 2:0 (1:0) |  | Kuwait         |
| 9 de febrero de 2005 | Taskent | Uzbekistán     |  | 1:1 (0:0) |  | Arabia Saudita |
| 25 de marzo de 2005  | Kuwait  | Kuwait         |  | 2:1 (1:0) |  | Uzbekistán     |
| 25 de marzo de 2005  | Dammam  | Arabia Saudita |  | 2:0 (1:0) |  | Corea del Sur  |
| 30 de marzo de 2005  | Kuwait  | Kuwait         |  | 0:0       |  | Arabia Saudita |
| 30 de marzo de 2005  | Seúl    | Corea del Sur  |  | 2:1 (0:0) |  | Uzbekistán     |
| 3 de junio de 2005   | Riad    | Arabia Saudita |  | 3:0 (1:0) |  | Kuwait         |
| 3 de junio de 2005   | Taskent | Uzbekistán     |  | 1:1 (0:0) |  | Corea del Sur  |
| 8 de junio de 2005   | Kuwait  | Kuwait         |  | 0:4 (0:2) |  | Corea del Sur  |
| 8 de junio de 2005   | Riad    | Arabia Saudita |  | 3:0 (1:0) |  | Uzbekistán     |
| 17 de agosto de 2005 | Seúl    | Corea del Sur  |  | 0:1 (0:1) |  | Arabia Saudita |
| 17 de agosto de 2005 | Taskent | Uzbekistán     |  | 3:2 (1:2) |  | Kuwait         |

### Grupo B
| Equipo          | Pts | PJ | PG | PE | PP | GF | GC |
| --------------- | --- | -- | -- | -- | -- | -- | -- |
| Japón           | 15  | 6  | 5  | 0  | 1  | 9  | 4  |
| Irán            | 13  | 6  | 4  | 1  | 1  | 7  | 3  |
| Baréin          | 4   | 6  | 1  | 1  | 4  | 4  | 7  |
| Corea del Norte | 3   | 6  | 1  | 0  | 5  | 5  | 11 |

| Fecha                | Lugar               |                 |  | Resultado |  |                 |
| -------------------- | ------------------- | --------------- |  | --------- |  | --------------- |
| 9 de febrero de 2005 | Saitama             | Japón           |  | 2:1 (1:0) |  | Corea del Norte |
| 9 de febrero de 2005 | Manama              | Baréin          |  | 0:0       |  | Irán            |
| 25 de marzo de 2005  | Pionyang            | Corea del Norte |  | 1:2 (0:1) |  | Baréin          |
| 25 de marzo de 2005  | Teherán             | Irán            |  | 2:1 (1:1) |  | Japón           |
| 30 de marzo de 2005  | Pionyang            | Corea del Norte |  | 0:2 (0:1) |  | Irán            |
| 30 de marzo de 2005  | Saitama             | Japón           |  | 1:0 (0:0) |  | Baréin          |
| 3 de junio de 2005   | Teherán             | Irán            |  | 1:0 (1:0) |  | Corea del Norte |
| 3 de junio de 2005   | Manama              | Baréin          |  | 0:1 (0:1) |  | Japón           |
| 8 de junio de 2005   | Bangkok (Tailandia) | Corea del Norte |  | 0:2 (0:0) |  | Japón           |
| 8 de junio de 2005   | Teherán             | Irán            |  | 1:0 (0:0) |  | Baréin          |
| 17 de agosto de 2005 | Yokohama            | Japón           |  | 2:1 (1:0) |  | Irán            |
| 17 de agosto de 2005 | Manama              | Baréin          |  | 2:3 (0:2) |  | Corea del Norte |

## Cuarta Ronda
| Equipo 1   | Agr.    | Equipo 2 | Ida | Vuelta |
| ---------- | ------- | -------- | --- | ------ |
| Uzbekistán | 1–1 (a) | Baréin   | 1–1 | 0–0    |

En el partido disputado entre Uzbekistán y Baréin, el 3 de septiembre de 2005 en Taskent, el árbitro marcó un penal a favor de los locales que luego anuló debido a invasión del área previo al lanzamiento por miembros del equipo uzbeko. Sin embargo, en vez de repetir el tiro como lo establecen las reglas de la FIFA, decretó una falta de Uzbekistán y un tiro libre a favor de Baréin. La selección uzbeka reclamó y la FIFA anuló este resultado, por lo que el partido debió repetirse el 8 de octubre siguiente. Los empates en Taskent por 1:1 y en Manama por 0:0 clasificaron a la selección de Baréin por obtener mayor número de goles como visitante.

## Repesca Intercontinental
| 12 de noviembre de 2005 | Trinidad y Tobago | 1:1 (0:0) | Baréin        | Hasely Crawford, Puerto España                          |                                                         |
|                         | C. Birchall 77'   | Reporte   | 72' H. Salman | Asistencia: 24.991 espectadores Árbitro(s): Mark Shield | Asistencia: 24.991 espectadores Árbitro(s): Mark Shield |

| 16 de noviembre de 2005 | Baréin | 0:1 (0:0) (Global 0:1) | Trinidad y Tobago | Estadio Nacional de Baréin, Riffa                      |                                                        |
|                         |        | Reporte                | 49' D. Lawrence   | Asistencia: 35.000 espectadores Árbitro(s): Óscar Ruiz | Asistencia: 35.000 espectadores Árbitro(s): Óscar Ruiz |

## Clasificados
| Bandera de Arabia Saudita | Bandera de Corea del Sur | Bandera de Japón    | Bandera de Irán |
| Arabia Saudita            | Corea del Sur            | Japón               | Irán            |
| Ganador del Grupo A       | 2° del Grupo A           | Ganador del Grupo B | 2° del Grupo B  |